# Гремячий (Ульяновская область)
Гремячий — посёлок Радищевского района в составе Дмитриевского сельского поселения.

## География
Находится на расстоянии примерно 18 километров по прямой на северо-запад от районного центра — посёлка Радищево.

## История
Основан в 1910 году.

## Население
Население составляло 209 человек в 2002 году (русские 78 %), 197 по переписи 2010 года.